# Біологія і політична орієнтація
Розділ в політиці (нейрополітика, біополітика та генополітика), яка стверджує, що політична орієнтація індивіду залежить від його біології.

## Дослідження
У 2005 році американський журнал American Political Science Rewiew опублікував дослідження, в якому виявилось, що гени 5-HTT та MAOA мають вплив на явку виборців. Саме цей експеримент поклав початок у дослідженні генополітики.
Політичні погляди залежать від психологічних якостей індивіду. В середньому, майже всі психологічні особливості передаються генетикою з ймовірністю у 40-60%. Політична орієнтація не є виключенням. До прикладу, такі напрями як лібералізм та консерватизм можуть мати під собою біологічну основу. Вибір ідеології не завжди є раціональним рішенням. Республіканська та Демократична партії США є чудовим прикладом того, що постійні суперечки між політиками та виборцями є також причиною того, що ці люди мають різне сприйняття однакових речей на біологічному рівні.
Кореляція поведінки дітей та батьків у формуванні політичних поглядів є не лише наслідком батьківської соціалізації, а й має відношення до спадковості. Чим більший вік індивідів, тим вища ця кореляція.
Окситоцин, який допомагає будувати соціальні зв'язки, ще впливає на довіру до політичних лідерів. Це також спричиняє недовіру до інших політиків.
Серотонін, або ж гормон щастя, також відповідає і за колективістські настрої. Дослідження у 29 країнах довели цей зв'язок.